# Японія на зимових Олімпійських іграх 1992
Японія на зимових Олімпійських іграх 1992, які проходили з 8 по 23 лютого в Альбервілі (Франція), була представлена 60 спортсменами в 11 видах спорту.

## Медалісти
| Медаль | Спортсмен                                                   | Вид спорту          | Дисципліна                |
| ------ | ----------------------------------------------------------- | ------------------- | ------------------------- |
| Золото | Реїчі Міката Таканорі Коно Кендзі Огівара                   | Лижне двоборство    | Чоловіки, ефстафета       |
| Срібло | Тосіюкі Куроїва                                             | Ковзанярський спорт | Чоловіки, 500 м           |
| Срібло | Мідорі Іто                                                  | Фігурне катання     | Жінки, одиночне катання   |
| Бронза | Дзюн'їті Іноуе                                              | Ковзанярський спорт | Чоловіки, 500 м           |
| Бронза | Юкінорі Міябе                                               | Ковзанярський спорт | Чоловіки, 1000 м          |
| Бронза | Сейко Хасімото                                              | Ковзанярський спорт | Жінки, 1500 м             |
| Бронза | Юхі Акасава Тацуйосі Ісіхара Тосінобу Каваї Цутому Кавасакі | Шорт-трек           | Чоловіки, естафета 5000 м |

## Учасники
| Спорт               | Чоловіки | Жінки | Всього |
| ------------------- | -------- | ----- | ------ |
| Біатлон             | 2        | 1     | 3      |
| Бобслей             | 4        | 0     | 4      |
| Гірськолижний спорт | 4        | 2     | 6      |
| Ковзанярський спорт | 9        | 6     | 15     |
| Лижне двоборство    | 4        | 0     | 4      |
| Лижні перегони      | 2        | 4     | 6      |
| Санний спорт        | 3        | 0     | 3      |
| Стрибки з трампліна | 4        | 0     | 4      |
| Фігурне катання     | 3        | 3     | 6      |
| Фристайл            | 1        | 0     | 1      |
| Шорт-трек           | 4        | 4     | 8      |
| Всього              | 40       | 20    | 60     |

## Біатлон
Спортсменів — 3
Чоловіки
| Спортсмени    | Змагання            | Час       | Промахи     | Відставання | Місце |
| ------------- | ------------------- | --------- | ----------- | ----------- | ----- |
| Ацусі Кадзама | спринт              | 30:34.7   | 6 (3+3)     | +4:32.4     | 78    |
| Ацусі Кадзама | індивідуальна гонка | 1:04:32.8 | 6 (2+2+0+2) | +6:58.4     | 63    |
| Місао Кодате  | спринт              | 28:07.0   | 3 (2+1)     | +2:04.7     | 36    |
| Місао Кодате  | індивідуальна гонка | 1:00:53.1 | 2 (1+0+0+1) | +3:18.7     | 28    |

Жінки
| Спортсмени    | Змагання            | Час     | Промахи     | Відставання | Місце |
| ------------- | ------------------- | ------- | ----------- | ----------- | ----- |
| Йошіко Мікамі | спринт              | 26:57.3 | 2 (0+2)     | +2:28.1     | 22    |
| Йошіко Мікамі | індивідуальна гонка | 57:55.8 | 3 (1+1+0+1) | +6:08.6     | 35    |